# Conicochernes doyleae
Conicochernes doyleae es una especie de arácnido del orden Pseudoscorpionida de la familia Chernetidae.

## Distribución geográfica
Se encuentra en Nueva Gales del Sur (Australia).